# Passo di Falzarego
Der Passo di Falzàrego (auch Passo Falzarego, Falzarego, deutsch Falzaregopass; buchensteinisch-ladinisch Jou de Fauzare, ampezzanisch-ladinisch Fouzargo) ist ein 2105 m s.l.m. hoher Gebirgspass in der italienischen Provinz Belluno. 

## Lage und Beschreibung
Der Pass verbindet sowohl das Fodom (dt. Buchenstein) als auch das untere Cordevole-Tal mit Cortina d’Ampezzo im Valle del Boite sowie (über den Valparolapass) mit Abtei (Südtirol). Er liegt somit innerhalb des ladinischen Gebiets. Seit dem Ende des Ersten Weltkrieges gehört der Pass zur Provinz Belluno. Bei entsprechenden Wetterverhältnissen ist die Passstraße auch im Winter geöffnet.
Südlich vom Falzaregopass gelegen findet man die Burg Andraz, die um das Jahr 1027 erbaut wurde.
Er ist ein breiter, mit Felsbrocken übersäter Sattel südwestlich des Dolomiten-Hauptmassivs der Tofane. Die Straße wird auf der einen Seite vom Felsstock des Kleinen Lagazuoi (2.762 m) und auf der anderen Seite vom Hexenstein (Sasso di Stria, 2477 m) gesäumt. Im Westen ist die vergletscherte Marmolata zu sehen, und im Süden erheben sich der Monte Averau (2.649 m) in der Nuvolaugruppe sowie die fünf Zacken der Cinque Torri.
Die Straße hat auf der Westrampe eine maximale Steigung von 6 %, auf der Ostrampe 15 % und insgesamt 38 Kehren.

## Namensetymologie
Der Name leitet sich vom ampezzanisch-ladinischen fóuze ab, „Sichel“. Wahrscheinlich wurde die Gegend vor allem als Weideland und als Mähgebiet für Gras benutzt; das Wort deutet auch auf die Form der Ortschaft hin.
Nach einer weit verbreiteten Volksetymologie bedeutet hingegen der Name Falza Rego „falscher König“ und bezieht sich auf den König des Reiches der Fanes, welcher der Sage nach wegen seines Verrates zu Stein wurde und so noch heute vom Pass aus am Lagazuoi zu sehen ist. Außerhalb dieser Sage ist über die Bedeutung des Passes im Mittelalter und in der frühen Neuzeit nichts Gesichertes bekannt.

## Geschichte
1909 wurde die Passstraße gebaut und damit der letzte, straßenbautechnisch schwierigste Abschnitt der Großen Dolomitenstraße zwischen Cernadoi und Cortina d’Ampezzo vollendet.
In die Schlagzeilen der Geschichte geriet der Passo Falzarego im Ersten Weltkrieg. Im Gebirgskrieg 1915–1918 verlief die Front über den Passo Valparola, den Hexenstein, den Kleinen Lagazuoi und den Passo Falzarego. Der Hexenstein und die österreichische Stellung (Werk Tre Sassi) sperrten von Nordwesten die Große Dolomitenstraße gegen das Gadertal ab. Nachdem mehrere Vorstöße der Italiener gescheitert waren, die Stellung einzunehmen, verschanzten sie sich in der Ostwand des Lagazuoi, wo 1916 der Minenkrieg begann. Nach drei österreichischen Sprengungen am 1. Januar 1916, 14. Januar 1917 und 22. Mai 1917 trieben die Italiener vom Fuß des Berges einen über 1000 m langen Stollen bis unter die österreichische Stellung und sprengten diese am 20. Juni mit mehr als 33 t Sprengstoff in die Luft. Am 16. September folgte eine fünfte und letzte österreichische Sprengung. Die Sprengungen brachten für keine Seite der Kriegsparteien einen Bodengewinn. Die Kämpfe in den Bergen forderten einen hohen Blutzoll, allerdings sind zwei Drittel der Soldaten nicht durch Kriegshandlungen umgekommen, sondern durch Lawinen, Steinschlag und Erfrierungen. Durch die besonderen Umweltbedingungen – im Winter lagen bis zu 10 m Schnee – und den daraus folgenden Anstrengungen sind auch viele Soldaten an Erschöpfung und eher banalen Erkrankungen gestorben.
Die Gedenkstätte gilt dem Alpini-Bataillon Belluno mit dem lateinischen Motto Sunt rupes virtutis iter („Felsen sind der Tugend Pfad“). Diese Geschehnisse im Ersten Weltkrieg können auf einer Wanderung mit Informationstafel und Tonkommentaren an den Originalschauplätzen nachvollzogen werden (Freilichtmuseum Lagazuoi).
Im Rahmen der touristischen Erschließung des Gebietes seit Mitte des 20. Jahrhunderts wurde der Stollen wieder begehbar gemacht. Auch kleinere Stellungen, Laufgräben, Artillerie-Einsatzorte und Bunker können begangen werden und sind teilweise mit Erklärungen versehen. Insoweit hat der Lagazuoi heute den Charakter eines historischen Freilichtmuseums.
Direkt am Valparola Paß liegt auch die Festung Tre Sassi, diese wurde 1897 zur Verteidigung der Grenzen gebaut (hier war vor dem Ersten Weltkrieg die Grenze zwischen Österreich-Ungarn und Italien). 1910 wurde diese modernisiert. Bei Kriegsausbruch erwies sie sich aber als unzureichend; bereits in den ersten Kriegswochen wurde es von Bomben getroffen, die die Abwehrmauern durchbrachen. Heute beherbergt das restaurierte Gebäude ein Museum über den Dolomitenkrieg im Ersten Weltkrieg. Neben Ausrüstung und Waffen der Soldaten zeigt es auch Alltagsgegenstände, die die Lebensbedingungen im Krieg anschaulich werden lassen.

## Infrastruktur und Tourismus
Eine Hauptattraktion für Touristen ist eine Fahrt mit der Lagazuoi-Seilbahn auf den Kleinen Lagazuoi; auch ein Aufstieg zu Fuß ist möglich, entweder mit Taschenlampe durch den Stollen oder auf dem einfacheren Weg entlang der Skipiste. Über dem Lagazuoi stehen östlich die Tofane, und eine weite Rundsicht auf die Gipfel der Dolomiten eröffnet sich von Sella und Marmolata im Westen über Civetta und Monte Pelmo im Süden bis zum Monte Cristallo, Sorapiss und Antelao im Osten und Südosten.
In die Tofane führen Klettersteige; einfachere Wege gehen zum Lagazuoi-See, zur Lagazuoi-Alm und abwärts zum Valparolapass sowie in das obere Abteital. Auch eine Umrundung des Monte Averau ist möglich.
Im Winter ist der Lagazuoi Skigebiet. Das Gelände ist innerhalb der Kooperative Dolomiti Superski mit Pisten und Liften ähnlich wie die Sellaronda durchgängig ausgebaut.

## Bilder

Falzaregopaß
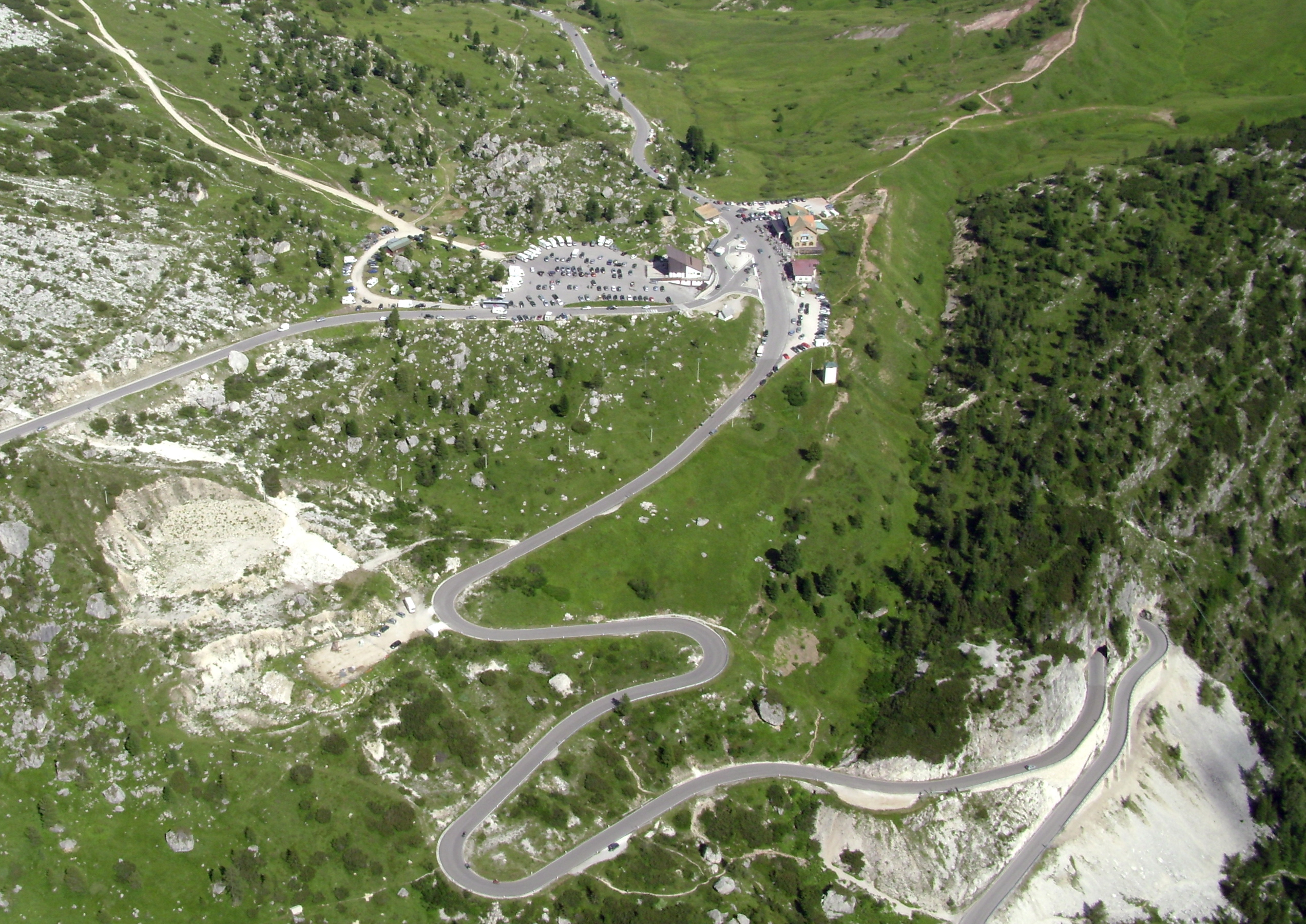
Passhöhe, Blick vom Hexenstein aus
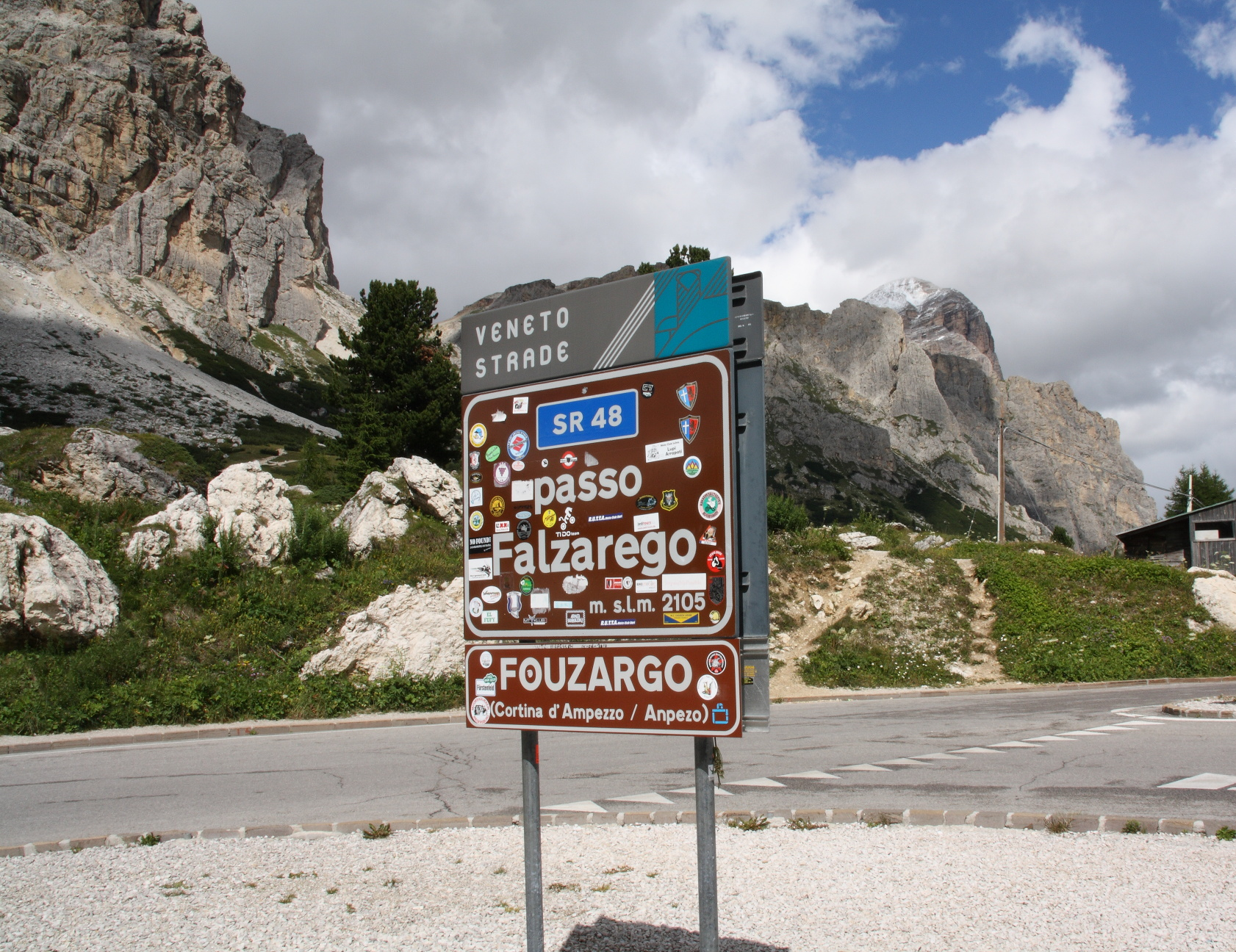
Schild auf der Passhöhe
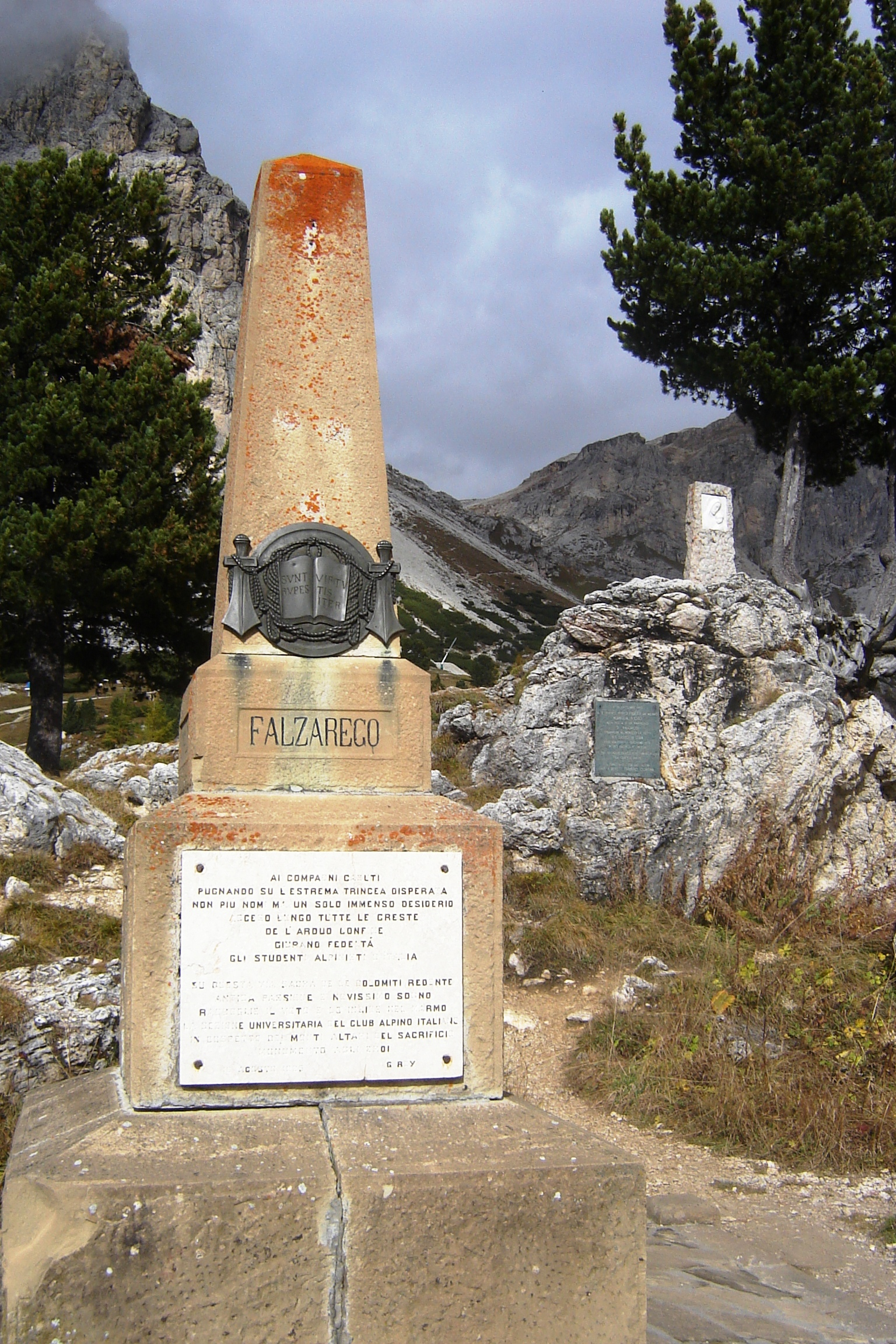
Stele auf der Passhöhe
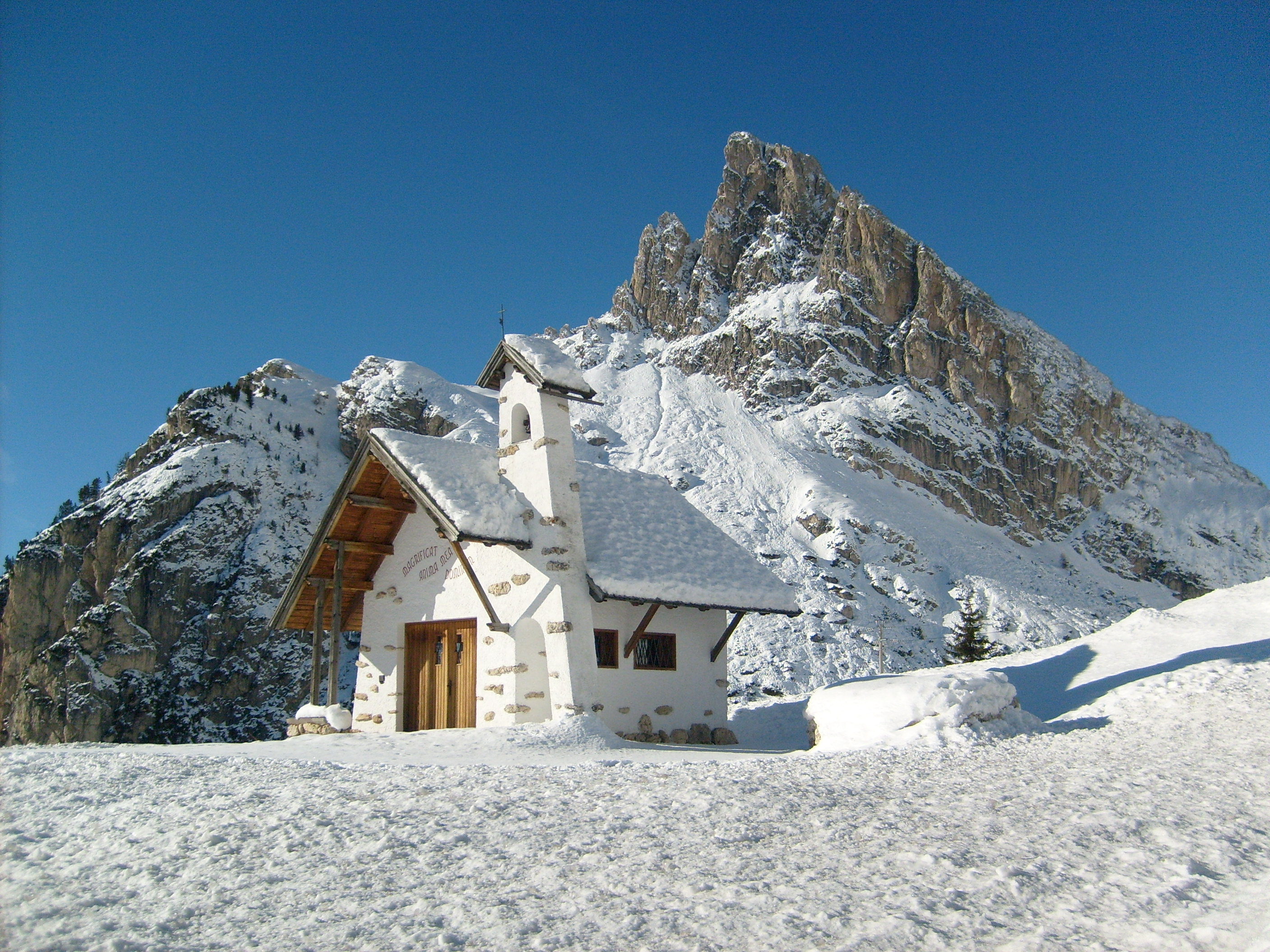
Kapelle auf der Passhöhe, im Hintergrund der Hexenstein
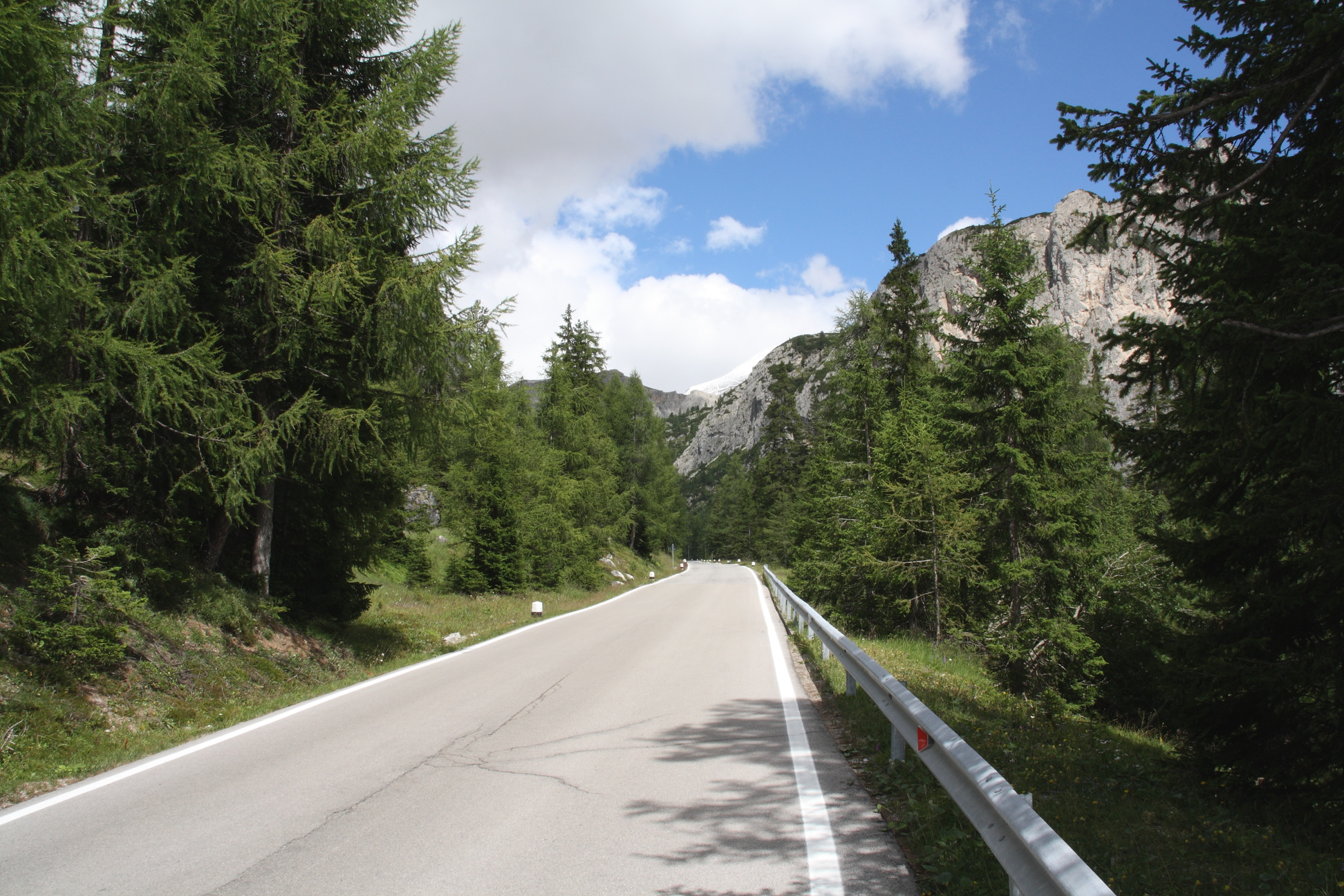
Westrampe
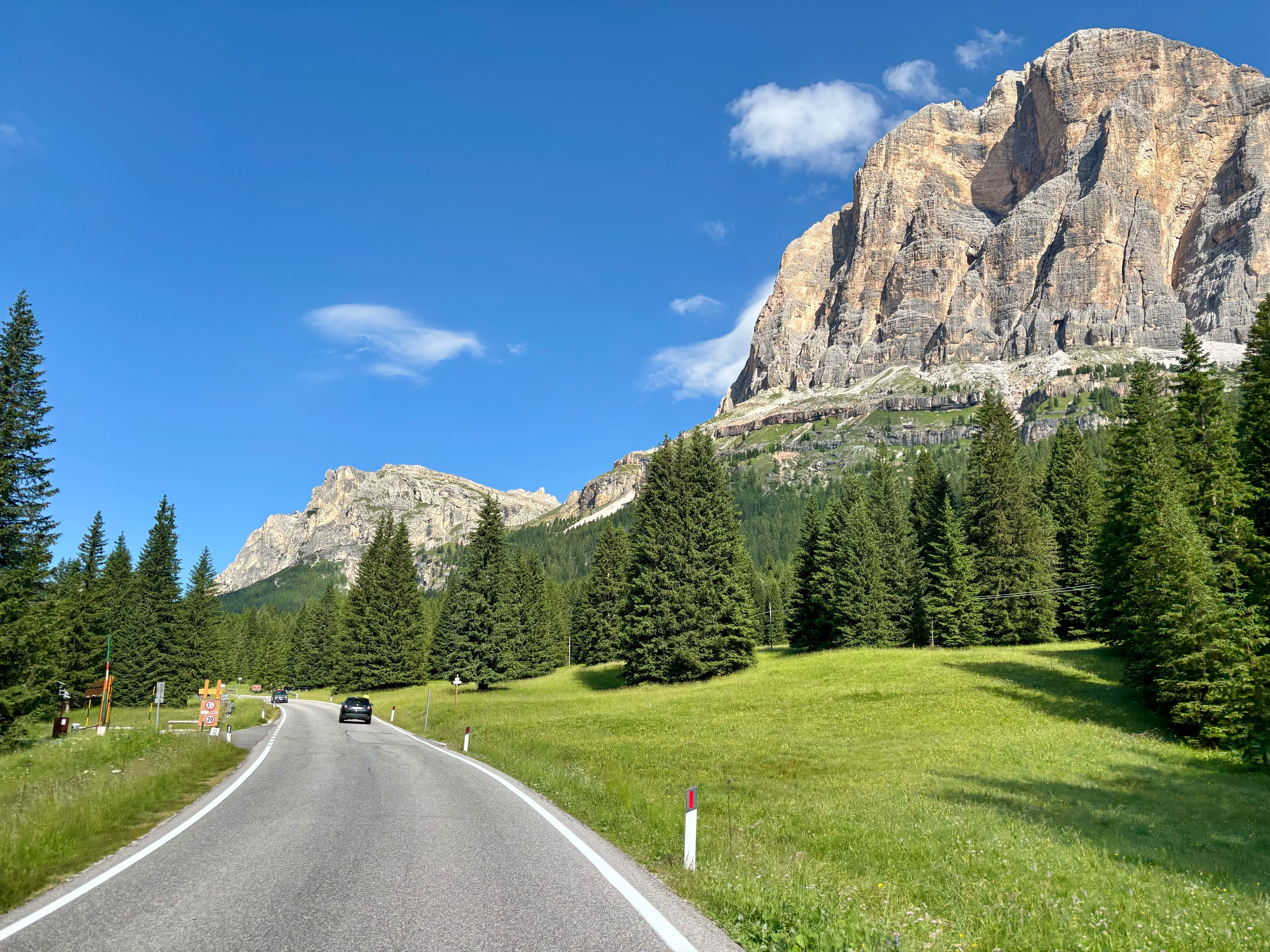
Ostrampe
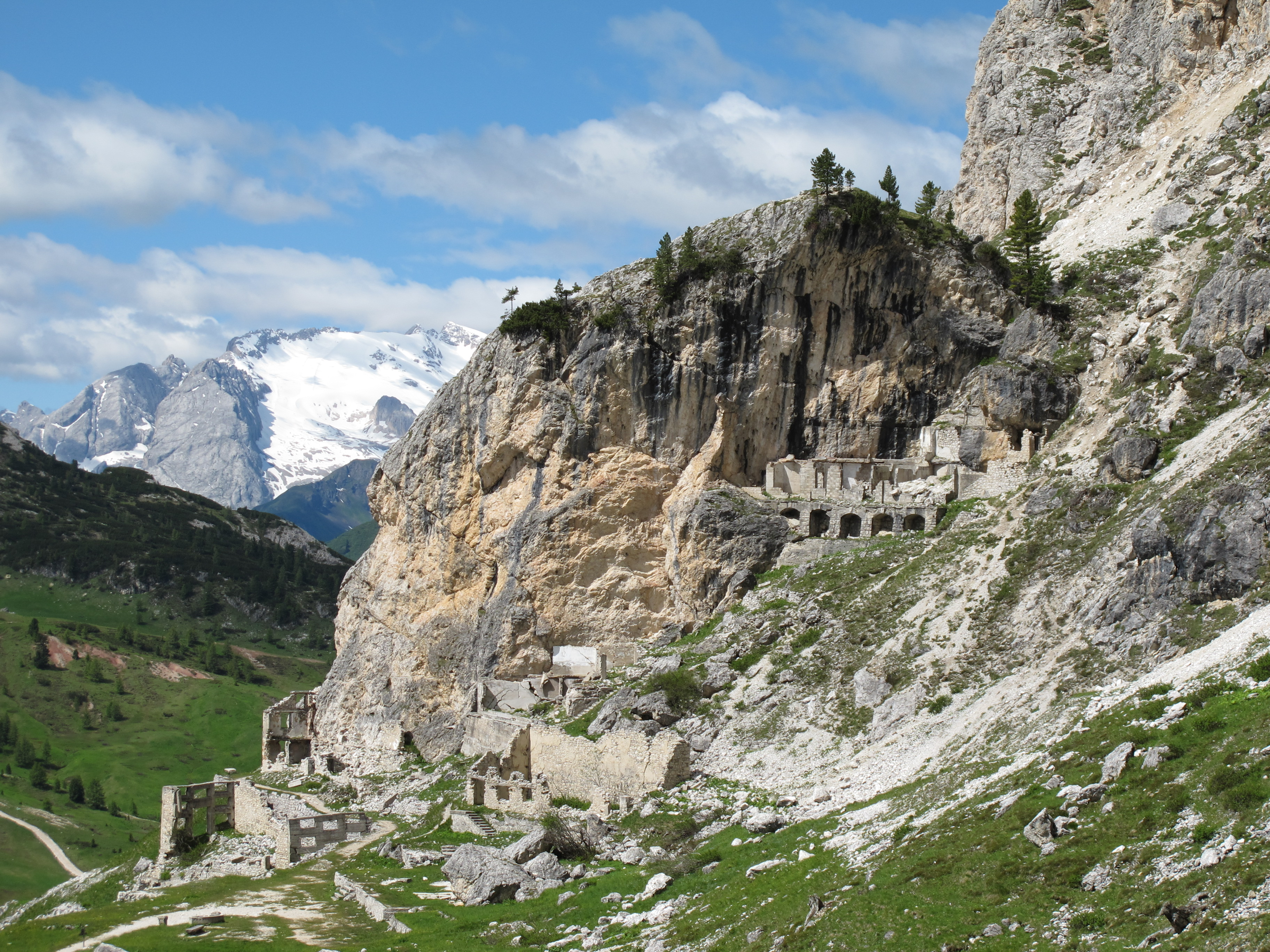
Ehemaliges italienisches Lazarett aus dem Ersten Weltkrieg am Fuße der Falzarego-Türme westlich des Passo di Falzarego